# Livada (Struga)
Livada é uma vila localizada no município de Struga, na República da Macedônia do Norte.